# Cashuat
El vehículo portatropa blindado Cashuat (del Náhuat: Caballo) es un blindado hecho sobre el chasis de un camión de origen estadounidense, fabricado en los talleres de maestranzas del Ejército Salvadoreño, actualmente llamada Comando de Apoyo Logístico de la Fuerza Armada (CALFA), siendo su diseñador el Coronel del ejército salvadoreño Oswaldo Marenco Carballo (1955 - ).

## Descripción
Su diseño, basado en el camión militar M37B1; les permitía disponer a los militares salvadoreños de un vehículo ágil, rápido y suficientemente pequeño como para operar en lugares difíciles, pudiendo aparte ser reparado con las partes de camionetas civiles de marca Dodge sin reparos en el presupuesto. Un total de 45 unidades salieron de los talleres militares, perdiéndose uno solo en el curso de sus operaciones.

## Desarrollo
Meses antes de la guerra de las 100 horas cuando era más que claro el odio entre El Salvador y Honduras, Estados Unidos impuso un embargo militar a estos países para evitar una guerra entre estos países, después de la guerra el embargo se retiró a Honduras pero no a El Salvador como castigo por haber empezado la guerra, debido a que gran parte del armamento era de la Segunda Guerra Mundial ambos países modernizaron sus fuerzas armadas después de la guerra, entre esta modernización en El Salvador se planeó reemplazar los M3 Scout Car y los Semiorugas M3 y al no poder comprar armamento estadunidense decidió desarrollar un nuevo blindado el cual empezó a desarrollarse en 1970 y terminaría en 1985. En 1981 se retiraría el embargo militar estadunidense aunque Estados Unidos no se involucraría en el desarrollo si ayudaría en su fabricación, el primer prototipo se creó en febrero de 1985 este fue analizado por el Comando Automotriz de Tanques del Ejército de los Estados Unidos aunque, el prototipo fue aprobado, no se tenía la suficiente capacidad para fabricarlo, por lo que Estados Unidos y El Salvador llegaron a un acuerdo en el que se acordó 3 partes primero, construir el prototipo del APC en Estados Unidos y luego llevarlo a El Salvador para ser utilizado como modelo de referencia. En segundo lugar, precortar la armadura y realizar soldaduras críticas en los paneles laterales, rieles laterales y parabrisas antes del envío a El Salvador, tercero, capacitar a un equipo de salvadoreños en los Estados Unidos en técnicas de soldadura, finalmente se construyeron 66 Cashuats.

## Historia operativa
El Cashuat se convirtió en el vehículo representativo de combate de las FAES a partir de la segunda mitad de los 80, sin embargo; dado su escaso blindaje y al pobre diseño, en el que se dejó su techo abierto para mejor ventilación, le representaba al enemigo una de sus debilidades más aprovechables, la que fue usada desde luego por la guerrilla a la que combatían, perdiéndose al menos 8 Cashuat durante el conflicto debido a los impactos de misiles RPG-7 y, en una ocasión; tras el lanzamiento desde una motocicleta de una carga explosiva que cayó dentro de la cabina. Hoy día aun continúan operando en una cantidad supuestamente indeterminada, aunque según algunas fuentes, su número no excede las 50 unidades.

## Variantes
- Versión APC

Esta versión requiere de una tripulación de 2 personas (1 conductor y 1 artillero) y puede transportar hasta 8 personas totalmente equipadas, Esta armada con una M2HB de 12,7 x 99 mm.
- Versión de apoyo

Requiere de una tripulación de 4 personas (1 conductor y 3 artilleros) y podía llevar entre 3 a 4 personas totalmente equipadas, esta equipada con una M2HB de calibre .50 y 2 M60 de 7,62 x 51 mm
- Versión portamorteros

En el 2017 durante el desfile militar de la independencia se vieron algunos Cashuats con morteros en la parte de atrás de la cabina.

## Estado
Aunque aún están en uso, se ha empezado de manera paulatina su reemplazo por vehículos Humvee artillados, de mejor protección y más acordes a las misiones en las que actúa el Ejército Salvadoreño hoy día, en el exterior, aunque desde que se ha empezado su sustitución en el Ejército de El Salvador, su uso no ha pasado totalmente a ser el retiro, y se ha debido dejar algunas unidades en servicio, a pesar de contar con un nuevo tipo de Blindado.

## Usuarios
- Ejército Salvadoreño:

- 45 Unidades (2022).